# باشگاه فوتبال یوگسلاوهای سن پدرو
یوگسلاوهای سن پدرو یک تیم فوتبال مستقر در سن پدرو، لس آنجلس بود که در لیگ فوتبال لس آنجلس بزرگ بازی می‌کرد.

## تاریخچه
این باشگاه که نماینده جامعه یوگسلاوی سن پدرو، ناحیه لس آنجلس بود، به لیگ فوتبال بزرگ لس آنجلس پیوسته بود.
این باشگاه که از دهه ۱۹۵۰ فعال بود، چهار بار به چلنج کاپ ملی رسید. اولین فینال در سال ۱۹۷۱ بود و در برابر نیویورک هوتا شکست خورد. سال بعد سن پدرو دوباره به فینال رسید و آن را در برابر الیزابت باخت.
آنها در سال ۱۹۸۴ به فینال چلنج کاپ ملی بازگشتند و آن را در برابر نیویورک ای‌او کرت از دست دادند. آنها آخرین فینال خود را در سال ۱۹۸۶ بازی کردند و در مقابل سنت لوئیس کوتیس شکست خوردند. در سال ۱۹۸۷ آنها می‌توانستند در جام قهرمانان کونکاکاف ۱۹۸۷ شرکت کنند، اما باشگاه از شرکت منصرف شد و بنابراین هر دو مسابقه مقدماتی را مقابل آمریکا باخت.